# Phosphate de diammonium
Le phosphate de diammonium ou phosphate diammonique ou hydrogénophosphate d'ammonium, est un composé chimique de formule (NH4)2HPO4. Il s'agit d'un sel d'ammoniac NH3 et d'acide phosphorique H3PO4, constitué de cations ammonium NH4+ et d'anions hydrogénophosphate HPO42−. Il se forme à l'état de poudre cristalline lorsqu'on mélange deux solutions concentrées d'ammoniac et d'acide phosphorique, en même temps que le phosphate d'ammonium (NH4)3PO4 et le phosphate de monoammonium NH4H2PO4 en fonction de la concentration relative en ammoniac et en acide phosphorique :
2 NH3 + H3PO4 → (NH4)2HPO4.

## Usage agronomique
En agriculture, le phosphate de diammonium est également appelé de façon indifférente DAP (de l'anglais Diammonium Phosphate) ou 18-46-0 (18 % N, 46 % P2O5, 0 % K2O). Il se dissout très facilement dans l'eau, donnant une solution aqueuse faiblement basique de pH compris entre 7,6 et 8,2 pour une concentration de 100 g de DAP par litre d'eau.

### Engrais
Il est utilisé principalement comme engrais et comme retardateur de flamme pour le bois (par exemple dans la lutte contre les incendies de forêt). On l'utilise également comme source d'azote et de phosphore pour l'élevage de la levure, comme flux de brasage, ou encore comme catalyseur dans la production d'aminoplastes.

### Attractif pour pièges à insectes
Le phosphate diammonique est utilisé en solution à 40 g/l dans les pièges à mouches de l'olive (Bactrocera olea) fabriqués avec une bouteille de plastique récupérée (Piège Olipe).